# Хентий (планина)
Хентий (на монголски: Хэнтий нуруу; на руски: Хэнтэй) е планинска земя в североизточната част на Монголия, аймаците Тьов и Хентий и в крайната югозападна част на Забайкалски край на Русия. Простира се от югозапад на североизток на протежение от 250 km с преобладаващи височини от 1500 до 2000 m, максимална връх Асралт Хайрхан Ул 2799 m (48°27′58″ с. ш. 107°24′47″ и. д. / 48.466111° с. ш. 107.413056° и. д.), разположен в южната част, на монголска територия. Максималната височина на руска територия е връх Бистрински Голец 2519 m (49°42′41″ с. ш. 109°58′23″ и. д. / 49.711389° с. ш. 109.973056° и. д.). Изградена е предимно от гранитоидни скали. Преобладават заоблените форми на върховете със следи от древни заледявания. Хентий служи като вододел между водосборните басейни на Северния ледовит океан (чрез река Селенга и езерото Байкал) и Тихия океан. От Хентий извират реките Онон (от басейна на река Амур), Херлен, Туул, Чикой и др. (от басейна на река Селенга). Част от река Онон е включена в Национален парк „Балдж-Онон“. Южните склонове на планината са заети от степи, а северните – от лесостепи, с участъци от лиственична и кедрова тайга. В южните части на планината се разработват находища на кафяви въглища (Налайха), а в северозападните части – находища на злато. В югозападното подножие на планината е разположена столицата на Монголия град Улан Батор.
Включва строго защитената зона Хан Хентий, която е създадена специално за защита на планината Бурхан Халдун. Монголците считат тази планина за свята, защото се предполага, че това е родното място на Чингиз Хан, създател на Монголската империя и обединител на монголите. Вярва се, че някъде в планината е разположена и неговата гробница.